# ジョシュ・キートン
ジョシュ・キートン （Josh Keaton、1979年2月8日 -） は、アメリカ合衆国の俳優・声優。カリフォルニア州ハシエンダハイツ出身。

## 出演作品
太字はメインキャラクター

### 俳優として

#### 映画
- シネマチックな恋人 - トロリーでティーンエイジャー

#### テレビドラマ
- ボーイ・ミーツ・ワールド - ロイ（2話）
- おまかせアレックス - ブライス （経常）
- ジェネラル・ホスピタル - ティム（定期）
- ヤング・アンド・ザ・レストレス - デニー（定期）
- ER緊急救命室 - グレッグ（1話）
- ふたりは友達? ウィル&グレイス - サル（2話）
- BONES -骨は語る- - ヤスタニ （1話）

### 声優として

#### テレビアニメ
- ピーターパンとかいぞく - カーリー
- ブラッツ - イーサン
- スペクタキュラー・スパイダーマン - スパイダーマン
- 超ロボット生命体 トランスフォーマー プライム - ジャック・ダービー、テールゲート
- ホワット・イフ...? - スティーブ・ロジャース / キャプテン・アメリカ / ロジャース・フッド
- ヤング・ジャスティス - ブラック・スパイダー
- X-MEN '97 - スティーブ・ロジャース/キャプテン・アメリカ
- LEGO ピクサー:ブリックトゥーンズ - H.J.ホリス

#### 劇場アニメ
- リサイクル・レックス
- スヌーピー誕生 - ライナス・ヴァン・ペルト
- ヘラクレス - 少年時代ヘラクレス
- Kangaroo Jack: G'Day U.S.A.! - チャーリー・カルボーネ
- ライアンを探せ! - 追加の音声
- ファイアブリーザー - トロイ・アダムス
- Justice League: Crisis on Two Earths - ウォーリー・ウェスト、アクアマン （ノンクレジット）
- UFO学園の秘密 The Laws of The Universe Part0（レイ、天城 零）

#### ゲーム
- ロスト プラネット エクストリーム コンディション - ウェイン
- メタルギアソリッド3 - リボルバー・オセロット
- メタルギアソリッド ポータブル・オプス - リボルバー・オセロット
- Area 51 (ゲーム) - クリスピー
- ゴッド・オブ・ウォーII 終焉への序曲 - 若いスパルタ
- ノーモア★ヒーローズ - デストロイマン
- ノーモア★ヒーローズ2 デスパレート・ストラグル - ニュー・デストロイマン
- ノーモア★ヒーローズ3 - デストロイマン・トゥルーフェイス、量産型デストロイマン、謎の男
- ニード・フォー・スピード カーボン - サル
- NINJA GAIDEN 2 - リュウ・ハヤブサ
- NINJA GAIDEN Σ2 - リュウ・ハヤブサ
- スパイダーマン - ハリー・オズボーン
- スパイダーマン2 - ハリー・オズボーン
- スパイダーマン3 - 黙示録小さな刺客
- MARVEL ULTIMATE ALLIANCE - スパイダーマン
- Marvel Super Hero Squad - スパイダーマン
- Marvel Super Hero Squad: The Infinity Gauntlet - スパイダーマン
- Spider-Man: Shattered Dimensions - アルティメット・スパイダーマン、 アメイジング・スパイダーマン （ニンテンドーDS版）
- MARVEL VS. CAPCOM 3 Fate of Two Worlds - スパイダーマン
- スパイダーマン：エッジ・オブ・タイム - スパイダーマン
- スタークラフト2 - カノコソウ
- ジャック×ダクスター 〜エルフとイタチの大冒険〜 - ジャック
- スプラッターハウス - リック・テイラー
- キングダム ハーツ バース バイ スリープ - 少年時代ヘラクレス
- スカイランダース スパイロズ・アドベンチャー - スパイロ
- トランスフォーマー・ユニバース - ジャック・ダービー
- スカイランダース・ジャイアンツ - スパイロ
- プレイステーション オールスター・バトルロイヤル - ジャック
- FATAL FRAME III THE TORMENTED/project zero 3 THE TORMENTED（天倉螢）[1]
- マッドマックス (2015年のゲーム) - ジート
- ワールドオブファイナルファンタジー - ラァン

#### 吹き替え（英語版）

##### テレビアニメ
- Winx Club - キング・オーリッテル、バルトー、追加の音声（ニコロデオン版）（イタリアアニメ）